# Proiezione (geometria)

La proiezione ortogonale di un cubo su un piano verticale.

In algebra lineare e analisi funzionale, una proiezione è una trasformazione lineare {\displaystyle P} definita da uno spazio vettoriale in sé stesso (endomorfismo) che è idempotente, cioè tale per cui {\displaystyle P^{2}=P}: applicare due volte la trasformazione fornisce lo stesso risultato che applicandola una volta sola (dunque l'immagine rimane inalterata).
Nonostante la definizione sia piuttosto astratta, si tratta di un concetto matematico simile (e in qualche modo legato) alla proiezione cartografica.

## Proiezioni ortogonali

La trasformazione P è una proiezione ortogonale sulla retta m.

### Nel piano cartesiano o nello spazio
In uno spazio euclideo, come ad esempio il piano cartesiano o lo spazio tridimensionale, una proiezione ortogonale su un determinato sottospazio {\displaystyle m} (ad esempio, una retta o un piano) è una funzione {\displaystyle P} che sposta ogni punto dello spazio su un punto di {\displaystyle m} lungo una direzione perpendicolare ad {\displaystyle m}.
Ad esempio, la proiezione del piano cartesiano sull'asse delle ascisse è la funzione:
{\displaystyle (x,y)\mapsto (x,0)}
e la proiezione sulle ordinate è la funzione
{\displaystyle (x,y)\mapsto (0,y).}

### In uno spazio vettoriale
Se {\displaystyle S} è un sottospazio vettoriale {\displaystyle k}-dimensionale dello spazio euclideo {\displaystyle \mathbb {R} ^{n}}, la proiezione ortogonale su {\displaystyle S} è definita ponendo:
{\displaystyle B=(\mathbf {v} _{1},\ldots ,\mathbf {v} _{k},\mathbf {v} _{k+1},\ldots ,\mathbf {v} _{n})}
una base ortonormale per lo spazio euclideo, i cui primi {\displaystyle k} vettori sono una base per {\displaystyle S}. Scrivendo i vettori attraverso i vettori delle loro coordinate rispetto alla base {\displaystyle B}, la proiezione su {\displaystyle S} è la funzione:
{\displaystyle (\mathbf {x} _{1},\ldots ,\mathbf {x} _{k},\mathbf {x} _{k+1},\ldots ,\mathbf {x} _{n})\mapsto (\mathbf {x} _{1},\ldots ,\mathbf {x} _{k},0,\ldots ,0).}
In modo equivalente, se {\displaystyle \mathbf {v} } e {\displaystyle \mathbf {w} } sono vettori di {\displaystyle \mathbb {R} ^{n}} e {\displaystyle \langle \cdot ,\cdot \rangle } il prodotto scalare standard, si definisce proiezione di {\displaystyle \mathbf {v} } lungo {\displaystyle \mathbf {w} } il vettore {\displaystyle c\mathbf {w} }, dove il numero:
{\displaystyle c={\langle \mathbf {v} ,\mathbf {w} \rangle  \over \langle \mathbf {w} ,\mathbf {w} \rangle }}
è detto coefficiente di Fourier. I vettori {\displaystyle \mathbf {v} -c\mathbf {w} } e {\displaystyle \mathbf {w} } sono allora perpendicolari.

## Operatore e matrice di proiezione
Un endomorfismo {\displaystyle f\colon V\to V} di uno spazio vettoriale {\displaystyle V} è un operatore di proiezione se è idempotente, cioè se {\displaystyle f\circ f=f}. Gli endomorfismi definiti sopra quindi sono tutti proiezioni.
Analogamente, una matrice quadrata {\displaystyle P} è una matrice di proiezione se {\displaystyle P^{2}=P} (dove si fa uso del prodotto fra matrici). Ad esempio:
{\displaystyle P={\begin{bmatrix}1&0&0\\0&1&0\\0&0&0\end{bmatrix}}}
è una matrice di proiezione.
Questa nozione è strettamente collegata a quella di operatore di proiezione, poiché ogni matrice {\displaystyle n\times n} rappresenta un endomorfismo di {\displaystyle \mathbb {R} ^{n}}. In particolare, la {\displaystyle P} appena descritta rappresenta la proiezione ortogonale sul piano orizzontale {\displaystyle z=0}:
{\displaystyle P{\begin{pmatrix}x\\y\\z\end{pmatrix}}={\begin{pmatrix}x\\y\\0\end{pmatrix}}}
Le matrici seguenti rappresentano proiezioni ortogonali del piano {\displaystyle \mathbb {R} ^{2}} su una retta:
{\displaystyle {\begin{bmatrix}1&0\\0&0\end{bmatrix}}\qquad {\begin{bmatrix}0&0\\0&1\end{bmatrix}}\qquad {\begin{bmatrix}\cos ^{2}\theta &\sin \theta \cos \theta \\\sin \theta \cos \theta &\sin ^{2}\theta \\\end{bmatrix}}.}
La matrice seguente rappresenta una proiezione non ortogonale sulla retta delle ascisse:
{\displaystyle {\begin{bmatrix}1&1\\0&0\end{bmatrix}}.}

### Proprietà
Se {\displaystyle P,P_{1},P_{2}} sono operatori o matrici di proiezione, valgono le proprietà seguenti:
- {\displaystyle P^{n}=P} per ogni numero naturale {\displaystyle n>0}.
- Gli autovalori possibili di {\displaystyle P} sono 1 e 0.
- Se {\displaystyle P_{1}} e {\displaystyle P_{2}} "si annullano a vicenda", cioè {\displaystyle P_{1}P_{2}=P_{2}P_{1}=0}, allora la loro somma {\displaystyle P=P_{1}+P_{2}} è ancora un operatore (o matrice) di proiezione.
- Il nucleo e l'immagine di una proiezione sono in somma diretta.